# العسالتة
العسالتة إحدى قرى مركز شبين الكوم التابع لمحافظة المنوفية بجمهورية مصر العربية.

## السكان
بلغ عدد سكان العسالتة 2,437 نسمة، حسب الإحصاء الرسمي لعام 2006.